# 市場町大影
市場町大影（いちばちょうおおかげ）は、徳島県阿波市の大字。2010年10月1日現在の人口は124人、世帯数は46世帯。郵便番号は〒771-1615。

## 地理
阿波市の北部に位置。北は東かがわ市、東は市場町日開谷、南は市場町犬墓、西は阿波町に接する。南流する日開谷川沿いを北上するにしたがって山が迫り、県境に至る。
東かがわ市との境を西進すると四国八十八箇所霊場の大窪寺があるため、地内を観光バスや車が従来し、にぎわっている。

### 山岳
- 城王山

### 河川
- 日開谷川
- 大影谷川

### 小字
- 相栗
- 国行
- 境目
- ニイヤ
- 平間

## 歴史
- 2005年（平成17年）4月1日 - 阿波郡市場町が阿波町・板野郡土成町・吉野町と合併して阿波市となり、住所表記は「阿波郡市場町大字大影字（字名）」から「阿波市（字名）」（平間は、阿波市内での住所表記重複を避けるため大影平間）となる。
- 2007年（平成19年）1月1日 - 住所表記を「阿波市市場町大影字（字名）」に変更（大影平間は「大影字平間」）し、現在の表記となる。

## 施設
- 109峠 - 香川県道・徳島県道3号志度山川線にある峠で、かつてこの地にあった陸上自衛隊・第109施設大隊が峠名の由来となっている。
- 大影神社 - 境内には大影農村舞台がある。
- 境目のイチョウ - 徳島県指定天然記念物。
- 大影集落ひまわり畑 - 香川県道・徳島県道2号津田川島線沿いの休耕田10カ所で、約1万本のヒマワリが夏季に満開となる。

## 交通

### 道路
国道
- 国道377号

都道府県道
- 香川県道・徳島県道2号津田川島線
- 香川県道・徳島県道3号志度山川線